# Phelps Lake (Wyoming)
Der Phelps Lake ist ein See im Grand-Teton-Nationalpark im US-Bundesstaat Wyoming. Er liegt im südlichen Teil des Parks am Eingang des Death Canyon und südlich des Albright Peak. Die Verbindungsstraße von Moose nach Teton Village, die Moose-Wilson Road, führt ca. 500 m südlich des Sees entlang. Der Phelps Lake liegt auf einer Höhe von 2021 m und kann über verschiedene Wanderwege erreicht werden. Beliebt ist der 2,9 km lange Rundweg zum Phelps Lake Overlook.

## Belege
1. ↑  Phelps Lake, WY - N43.64288° W110.79462°. Abgerufen am 29. Januar 2021.
2. ↑  Hike to Phelps Lake - Grand Teton National Park. In: Jackson Hole Reservations. 13. Juli 2016, abgerufen am 29. Januar 2021.